# Puente Romano (Mérida)
Puente Romano (česky: Římský most) je římský most přes řeku Guadiana v Méridě na jihozápadě Španělska.
Puente Romano byl postaven přibližně v 1. století n. l. Jedná se o nejdelší dochovaný most ze starověku (co se týče délky), který měl původně odhadovanou celkovou délku 755 metrů a 62 oblouků. Pilíře jsou navrženy tak, aby odolávaly proudu řeky – na horním toku mají zaoblený tvar, na dolním hranatý.
Most prošel minimálně dvěma významnými rekonstrukcemi: poprvé v roce 686, kdy jej opravil Vizigót jménem Sala, a podruhé v roce 1610 za vlády Filipa III. V roce 1812 bylo během obrany před útokem v bitvě u Badajozu zničeno sedmnáct oblouků.
Dnes má most 60 oblouků (z nichž tři jsou pohřbeny na jižním břehu) a měří 721 metrů mezi opěrami. Včetně přístupových cest činí celková délka stavby 790 metrů. Most je stále využíván, ale od roku 1991 je určen pouze pro pěší, protože silniční doprava byla převedena na nedaleký most Lusitania.
K mostu přiléhá Alcazaba de Mérida, maurská pevnost postavená v roce 835.
Nedaleko pozůstatků akvaduktu Milagros se nachází ještě jeden římský most v Méridě – mnohem menší Puente de Albarregas.